# Tillandsia eizii
Tillandsia eizii är en gräsväxtart som beskrevs av Lyman Bradford Smith. Tillandsia eizii ingår i släktet Tillandsia och familjen Bromeliaceae. Inga underarter finns listade i Catalogue of Life.

## Bildgalleri

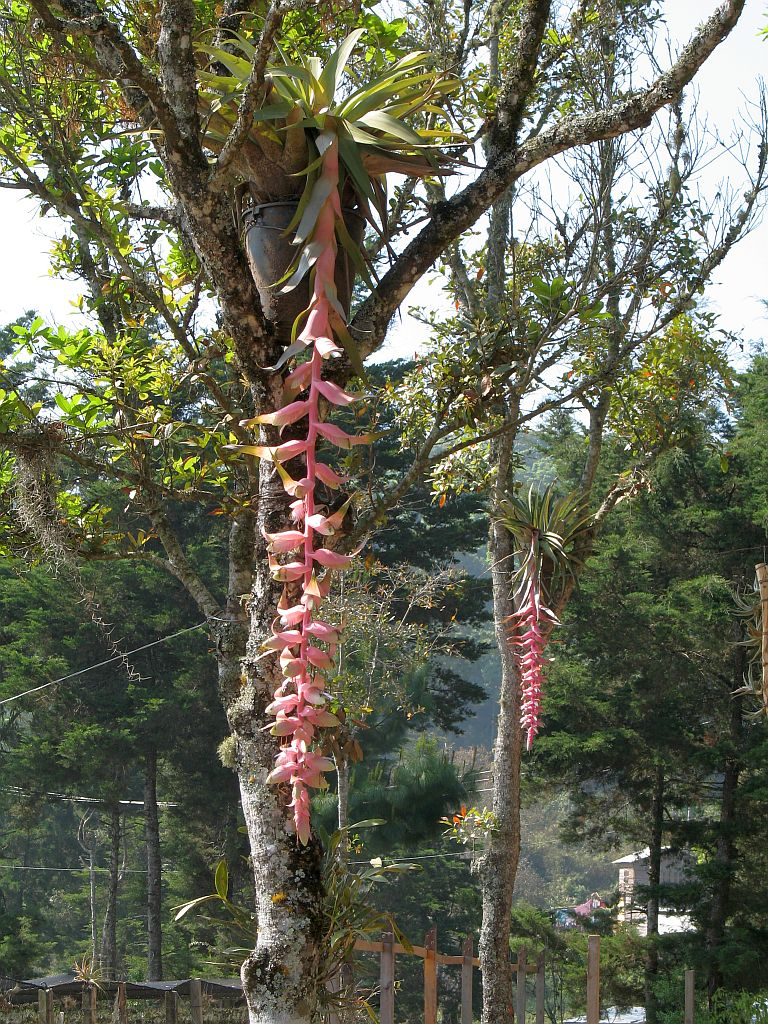